# Bijni
Bijni é uma cidade e uma town area committee no distrito de Bongaigaon, no estado indiano de Assam.

## Geografia
Bijni está localizada a 26° 31′ N, 90° 40′ L. Tem uma altitude média de 53 metros (173 pés).

## Demografia
Segundo o censo de 2001, Bijni tinha uma população de 12 607 habitantes. Os indivíduos do sexo masculino constituem 52% da população e os do sexo feminino 48%. Bijni tem uma taxa de literacia de 79%, superior à média nacional de 59,5%; a literacia no sexo masculino é de 84% e no sexo feminino é de 73%. 11% da população está abaixo dos 6 anos de idade.